# Terza strada circolare
La Terza strada circolare di Mosca (in russo Третье транспортное кольцо́?, Tret'e transportnoe kol'co, o semplicemente Kol'co), è una delle strade circolari di Mosca, situata tra l'anello dei giardini e la MKAD.
La strada, lunga 35 km, abbraccia il distretto amministrativo centrale della capitale russa, con un diametro medio di 10 km.
Nella parte occidentale del tracciato, la terza strada circolare lambisce il Moscow International Business Center.

## Storia
Piani per la realizzazione di una terza strada circolare, posizionata a circa metà strada tra l'anello dei giardini e la MKAD, si affacciano già dal periodo sovietico, ma la realizzazione vera e propria della strada ha impulso solo sotto l'amministrazione di Jurij Michajlovič Lužkov, a cavallo tra anni '90 e primi anni 2000. Obiettivo della strada era quello di de-congestionare le strade centrali della città, creando un'autostrada a quattro/cinque corsie per senso di marcia che collegasse velocemente le numerose strade radiali che convergono verso il centro della città attraverso enormi intersezioni. Con il passare degli anni però, la terza strada circolare non ha affatto risolto il problema del traffico, anzi, ha contribuito a congestionare ulteriormente la città.

## Criticità
Alcune parti del tracciato sono risultate poi assai pericolose, come il tunnel di Lefortovo (segnato in nero sulla cartina), un tunnel stradale di 3,2 km che corre sotto il fiume Jauza. Le infiltrazioni d'acqua e le basse temperature invernali spesso generano uno strato ghiacciato sull'asfalto che causa un alto numero di incidenti. Per questo motivo, il tunnel di Lefortovo è stato soprannominato "tunnel della morte".